# Gerechtigheid (boek)
Gerechtigheid (oorspronkelijke titel Luftslottet som sprängdes) is het derde en laatste deel uit de Millennium-trilogie, een serie misdaadromans van de Zweedse journalist en schrijver Stieg Larsson. De letterlijke vertaling van de titel is Het luchtkasteel dat ontplofte.
De schrijver overleed in 2004 en in zijn nalatenschap werden drie complete romans aangetroffen die postuum werden gepubliceerd en veel opzien baarden in de wereld van de misdaadromans. Gerechtigheid werd, evenals de voorafgaande delen, voor het eerst in Zweden uitgegeven in 2006 en werd binnen korte tijd een internationale bestseller. Het boek is een vervolg op de roman De vrouw die met vuur speelde. Dit deel werd, evenals de andere, bekroond met de Glazen Sleutel, de prijs voor de beste Scandinavische misdaadroman. 

De Nederlandse vertaling, verzorgd door Tineke Jorissen-Wedzinga, verscheen in 2008 bij uitgeverij Signatuur in Utrecht.

## Het verhaal
In rechtstreekse aansluiting op het voorafgaande deel staan de verdere lotgevallen centraal van Mikael Blomkvist, uitgever en journalist van het spraakmakende maandblad Millennium, en de enigmatische Lisbeth Salander, een jonge, door het leven getekende vrouw met een opvallend uiterlijk. Het boek vertelt het verhaal van de gevolgen van de gebeurtenissen uit het voorgaande deel.
De introverte en getraumatiseerde maar uiterst gewiekste Lisbeth Salander is de spil waar alles om draait. Na bijna vermoord en levend begraven te zijn, belandt zij zwaar gewond in het ziekenhuis, waarna journalist en vriend Blomkvist met enkele vertrouwelingen jacht maakt op de personen die hiervoor verantwoordelijk zijn. Zij raken daarbij op het spoor van een uiterst geheime sectie binnen de Zweedse veiligheidsdienst, die nergens voor terug lijkt te deinzen. Peter Teleborian, die Lisbeth al als jong meisje in een psychiatrische inrichting liet plaatsen om de schade voor de geheime dienst te beperken, probeert deze tactiek nog eens te herhalen met een vervalst psychiatrisch onderzoek. 
Een opmerkelijke rechtszaak en een nieuwe speciale uitgave van het blad leiden tot een bijzondere ontknoping. De fysieke erfenis van haar vader geeft opnieuw een kort en hevig conflict met Lisbeths halfbroer.
Als dochter van Zalachenko is Salander verplicht de helft van zijn bezittingen en rijkdom te erven, terwijl de andere helft naar haar tweelingzus Camilla gaat, van wie niemand in meer dan tien jaar heeft gehoord. In een verlaten fabriek op het landgoed van haar vader gaat ze op onderzoek uit. Daar ontdekt ze twee dode vrouwen, en Niedermann, die daar zit ondergedoken voor de politie. Na een korte strijd en een achtervolging is Salander Niedermann te slim af door zijn voeten met een spijkerpistool op de plankenvloer te spijkeren. Ze komt in de verleiding zelf hem te doden, maar geeft in plaats daarvan zijn locatie door aan Sonny Nieminen, waarnemend hoofd van de Svavelsjö-motorbende, en geeft vervolgens de hele vechtpartij aan bij de politie. Ze vertrekt tevreden dat zowel Niedermann als de Svavelsjö-bikers voor de rechter zullen worden gebracht. Al leert ze later dat Niedermann werd vermoord door de motorrijders en Nieminen door de politie terwijl hij zich verzette tegen arrestatie.
Terug in haar appartement in Stockholm krijgt Salander bezoek van Blomkvist. Het verhaal eindigt met hun verzoening.

## Verfilming
Net zoals de andere delen van de trilogie werd dit deel in Zweden verfilmd en uitgebracht onder dezelfde titel. De hoofdrollen in de films werden vervuld door Michael Nyqvist in de rol van Mikael Blomkvist en Noomi Rapace als Lisbeth Salander.